# Full English
Full English è una serie animata britannica per pubblico adulto contenente molti riferimenti culturali appartenenti alla vita e cultura britannica.
Trasmesso da Channel 4 nel 2012, è ambientato nel cuore della periferia britannica.
La serie è inedita in Italia.